# Nho Quan (xã)
	Nho Quan		là một xã thuộc tỉnh Ninh Bình, Việt Nam. Trụ sở xã nằm cách phường Hoa Lư - trung tâm tỉnh lỵ Ninh Bình 29 km về phía Tây Bắc.		
Theo Nghị quyết số 1674/NQ-UBTVQH15 ngày 16/6/2025 về sắp xếp các đơn vị hành chính cấp xã của tỉnh Ninh Bình năm 2025, 	sắp xếp thị trấn Nho Quan, xã Đồng Phong và xã Yên Quang thành xã mới có tên gọi là xã Nho Quan.	
Xã Nho Quan	có diện tích:	32,62	km², 	dân số:	33.204	người, mật độ dân số: 	1018	người/km². 	
Đây là đơn vị có diện tích xếp thứ:	30	, số dân xếp thứ: 	53	và mật độ dân số xếp thứ: 	88	trong số 129 xã, phường ở Ninh Bình.  
Xã này nằm trên Quốc lộ 12B, và cũng là nơi có sông Hoàng Long chảy qua.

## Địa lý
Thị trấn Nho Quan nằm ở trung tâm huyện Nho Quan, nằm trên giao điểm quốc lộ 12B và tỉnh lộ 479, cách thành phố Hoa Lư 31 km,. Thị trấn Nho Quan giáp các xã Đồng Phong, Lạc Vân, Phú Sơn, Thượng Hòa, Văn Phương và Yên Quang;
Thị trấn Nho Quan có diện tích 14,96 km², dân số năm 2019 là 19.544 người, mật độ dân số đạt 1306 người/km².
Thị trấn cũng nằm bên sông Lạng, là phụ lưu của sông Hoàng Long và giáp vùng đệm của rừng Cúc Phương, trên vùng bán sơn địa. Nơi đây từng là khu vực phân lũ trong hệ thống sông Hoàng Long.

## Hành chính
Thị trấn Nho Quan được chia thành 12 tổ dân phố: Bái, Tân Lập, Tân Tiến, Nam Giang, Bắc Sơn, Hòe Thị, Phong Lạc, Tiên Lạo, Hồng Lai, Liêu Trung, Đồng Tâm, Tân Nhất.

## Lịch sử
Thời Trần (1226), phố Nho Quan là thủ phủ của trấn Thiên Quan.
Đời Lê Quang Thuận thứ 10 (1469), phố Nho Quan thuộc phủ Thiên Quan.
Đời Tự Đức thứ 15 (1862), phố Nho Quan thuộc phủ Nho Quan.
Thị trấn Nho Quan dưới thời Pháp thuộc là phủ lỵ của phủ Nho Quan.
Trước Cách mạng tháng Tám năm 1945, phố Nho Quan thuộc xã Lạng Phong, tổng Lạng Phong được chia thành 5 phố: Cũ, Mới, Chợ, Chùa Xanh, Lò Rèn.
Đến năm 1953, Ban Thanh tra Chính phủ về việc thành lập thị trấn Nho Quan thuộc huyện Nho Quan trên cơ sở tách phố Nho Quan của xã Lạng Phong và sáp nhập thêm làng Bái được phân chia thành 7 khu phố.
Giai đoạn từ 1969 – 1975, thị trấn Nho Quan được phân làm 4 khu.
Tháng 1 năm 1978, thị trấn Nho Quan được phân chia thành 7 khu phố.
Ngày 6 tháng 11 năm 2008, Chính phủ ban hành Nghị định số 06/NĐ-CP về việc điều chỉnh 136,56 ha diện tích tự nhiên và 1.916 nhân khẩu của xã Đồng Phong; 46,24 ha diện tích tự nhiên và 661 nhân khẩu của xã Lạng Phong về thị trấn Nho Quan quản lý.
Thị trấn Nho Quan có 281,26 ha diện tích tự nhiên và 8.623 nhân khẩu.
Ngày 10 tháng 12 năm 2024,  Ủy ban Thường vụ Quốc hội đã thông qua Nghị quyết số 1318/NQ-UBTVQH15 về việc sắp xếp đơn vị hành chính cấp huyện, cấp xã của tỉnh Ninh Bình giai đoạn 2023 - 2025. Theo đó sáp nhập toàn bộ diện tích tự nhiên và dân số của 2 xã Lạng Phong, Văn Phong vào thị trấn Nho Quan. Sau khi nhập, thị trấn Nho Quan có diện tích tự nhiên là 14,96 km2 và quy mô dân số là 19.544 người.

## Kinh tế
Thị trấn Nho Quan có chợ huyện, là một trong 9 chợ quê trên địa bàn Nho Quan nằm trong danh sách 107 chợ loại 1, 2, 3 ở Ninh Bình năm 2008. Theo quy hoạch mạng lưới chợ Việt Nam, ở đây được xây dựng một chợ đầu mối nông sản tổng hợp.